# Stati Uniti di Colombia
Stati Uniti di Colombia (in spagnolo Estados Unidos de Colombia) fu il nome adottato dalla repubblica federale esistita dal 1863 al 1886 formata prevalentemente dagli attuali territori della Colombia e di Panama e piccole porzioni degli attuali Brasile e Perù. Subentrata nel 1861 alla Confederazione Granadina, il momento storico in cui fu ufficialmente proclamata coincise con la proclamazione della costituzione del 1863 (Constitución de Rionegro). Il Paese scelse di adottare un sistema politico federalista e liberale e i due decenni in cui esistette sono indicati a livello storiografico con l'espressione Olimpo Radicale (Olimpo Radical).
La designazione "Stati Uniti di Colombia", assegnata in tal guisa in sintonia con le disposizioni della Costituzione di Rionegro, fu ufficialmente riservata dal 3 febbraio 1863. Tuttavia, l'atto appena menzionato andò promulgato solo l'8 maggio dal partito dei liberali radicali, ovvero la fazione uscita vincitrice dalla guerra civile combattuta in Colombia dal 1860 al 1862. Tale repubblica, basata su modelli costituzionali europei, non tenne però conto delle differenze tra un sistema capitalista e un sistema che aveva appena salutato un'economia feudale. L'influenza delle idee liberiste e della politica del laissez-faire attirò l'interesse di grandi investitori: la sostanziale indifferenza da parte dello Stato in materia commerciale, con la speranza che tale scelta avrebbe permesso di migliorare gli scambi locali, impedì di fatto il consolidamento di un'economia nazionale uniforme.
Dopo diversi anni di guerre civili intermittenti, nel 1886 il partito guidato da Rafael Núñez proclamò una nuova costituzione di spirito centralista che abolì gli Stati Uniti di Colombia, creando la Repubblica di Colombia.

## Storia
Alla fine del 1859, il generale Tomás Cipriano de Mosquera comunicò la secessione dello Stato Sovrano di Cauca (Estado Soberano del Cauca) e, allo stesso tempo, dichiarò guerra contro il governo della Confederazione Granadina, sperando di aumentare il peso specifico della regione di cui era a capo (corrispondente alla moderna Colombia meridionale) all'interno della confederazione. Il 18 luglio 1861 Mosquera espugnò Bogotà e si proclamò presidente provvisorio della nazione. Uno dei suoi primi atti riguardò la designazione del Paese, ribattezzato in «Stati Uniti di Nuova Granada» (Estados Unidos de Nueva Granada), una scelta di natura transitoria fino a quando Mosquera avrebbe optato per «Stati Uniti di Colombia» (Estados Unidos de Colombia) nel novembre dello stesso anno.

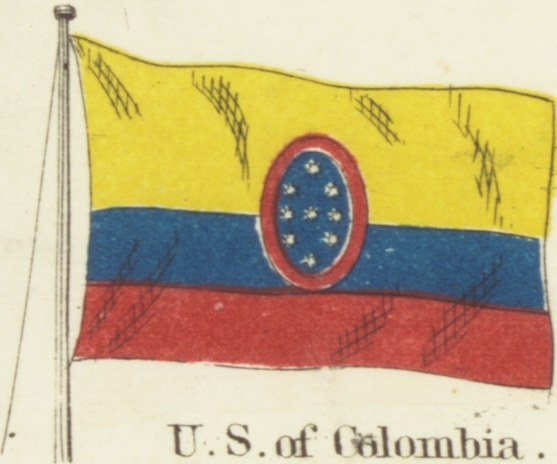
Versione contemporanea della bandiera degli Stati Uniti della Colombia

Nel 1863, una volta cessata la guerra civile, fu convocata un'assemblea costituente a Rionegro (Antioquia) per redigere quella che sarebbe appunto diventata nota come Costituzione di Rionegro. Ai sensi della stessa, si adottò il federalismo quale forma di stato permanente in Colombia e si conferì un'ampia autonomia alle suddivisioni amministrative, riducendo di conseguenza il potere del governo centrale. La Confederazione Granadina si concluse l'8 maggio con la firma della Convenzione che cambiò ufficialmente il nome della nazione in Stati Uniti di Colombia, una realtà composta da nove ripartizioni territoriali che avrebbero goduto di ampia libertà nell'elezione dei propri governatori e del presidente nazionale. Simili misure furono prese poiché i liberali temevano la grande fama che Mosquera aveva riscosso nei mesi antecedenti per via della vittoria nella guerra. La nuova carta fondamentale fu redatta dunque anche per limitare le funzioni esecutive e arginare abusi di potere, i quali, a giudizio dei conservatori, sarebbero stati già compiuti dal generale sopraccitato a loro scapito. I radicali liberali difesero la proposta di un governo federale in cui l'autonomia regionale e le ulteriori suddivisioni amministrative risultassero tutelate in una qualche maniera tangibile. Si spiega così l'assenza della previsione di un esercito nazionale e la prospettiva di dar luogo ad una società che godeva di diritti e libertà tipici dello Stato di diritto, quali ad esempio la facoltà di accedere all'istruzione e la presenza di un mercato libero, oltre che la previsione della libertà religiosa.
Le relazioni tra Chiesa e Stato furono interrotte perché i radicali ritennero che nessun culto religioso avrebbe dovuto intervenire negli affari interni, cosa che invece in precedenza la Chiesa cattolica aveva fatto. Il primato del governo liberale sulla Chiesa fu fortemente ribadito in tema di formazione scolastica oltre che, come detto, per quanto concerneva la suddivisione dei poteri. Il governo non si limitò a dettare disposizioni che prevedevano comportamenti omissivi: nel 1861 infatti si procedette ad espropriare materialmente la Chiesa dei suoi possedimenti, tranne che dei luoghi dedicati al culto. Una simile decisione fu assunta più che per timori di ordine pubblico perché si pensava che lasciandoli aperti (i luoghi di culto) ne avrebbe giovato l'economia, sebbene non mancarono disaccordi tra i liberali su questo modus operandi.
La Costituzione di Rionegro liberalizzò le politiche sociali ed economiche, proclamando sulla scia di pensieri cari ai giuristi dell'epoca la libertà di espressione orale e scritta, la libertà di esercitare una professione o gestire una qualsivoglia attività commerciale (ovviamente nei limiti della legalità), la libertà di stampa, la libera circolazione di merci e persone, la libertà di culto, la libertà di associazione, di possedere armi e munizioni e di commerciarle.
Con riferimento alla presidenza centrale (c.d. presidencia de la unión), fu deciso che il mandato in carica di capo dello Stato sarebbe durato per due anni senza possibilità di rielezione immediata. La nomina del presidente doveva essere indiretta, nel senso che ciascuno dei nove stati (Panama, Antioquia, Magdalena, Bolívar, Santander, Boyacá, Cundinamarca, Tolima e Cauca) doveva scegliere il proprio candidato seguendo le procedure elettive variamente approvate dallo statuto di ciascuno stato; successivamente, ogni regione doveva esercitare un voto finalizzato ad eleggere il presidente nazionale sulla base dei candidati indicati dallo scrutinio. Risultava vincitore chi otteneva la maggioranza assoluta dei voti: in mancanza, si procedeva ad una nuova votazione a maggioranza semplice. Il 12 maggio, quattro giorni dopo la proclamazione della costituzione, i 61 delegati elessero Mosquera per governare per due anni fino al 1º aprile 1864, anno in cui si adottarono nuovi criteri per nominare il presidente. Durante il periodo in cui rimase in carica, Mosquera riuscì abilmente a camuffare la progressiva politica anticlericale in favore del liberalismo e ad oscurare i conservatori.
Nonostante le modalità elettive fossero state studiate in maniera certosina, insorsero diverse falle gestionali: nel giro di un ventennio videro infatti la luce ben 42 nuove costituzioni federali e, prima del 1876, le votazioni si susseguono con incessante frequenza. Incapaci di coordinarci efficacemente, gli stati non furono quasi mai in grado di votare in contemporanea per l'elezione del presidente nazionale. Solo dopo molto tempo si procedette a revisionare la costituzione in modo che (pure) le elezioni per il presidente di ogni stato avvenissero contemporaneamente in ogni divisione amministrativa. Poiché la costituzione del 1863 irrimediabilmente ridusse il potere politico e militare di Bogotà, si formarono potenti eserciti regionali responsabili di una serie di guerre civili locali (circa 40) e di una sola a livello nazionale (la guerra civile del 1876 e del 1877). Nel 1884, i liberali santanderiani accusarono l'allora presidente Rafael Núñez di aver interferito nelle politiche statali e gli dichiararono guerra. Núñez incassò il sostegno dei conservatori che formavano il Partito Nazionale: questi prevalse nel conflitto un anno dopo (1885) e prese la decisione di abolire gli Stati Uniti di Colombia e istituire la Repubblica di Colombia. Inoltre, in opposizione alle scelte precedenti, proclamò una nuova costituzione basata sul centralismo.

## Politica

### Ordinamento dello Stato
Negli Stati Uniti di Colombia, la divisione dei poteri era tripartita nel ramo legislativo, esecutivo e giudiziario. Il primo era detenuto dal congresso, suddiviso a livello bicamerale in Camera dei rappresentanti e Senato. Per quest'ultimo ciascuno dei nove stati sovrani designava tre delegati, mentre la camera dei rappresentanti era composta da funzionari delle elezioni generali, con un rapporto pari a un membro per ogni 50 000 abitanti. Il presidente, eletto per un biennio e a maggioranza assoluta dei nove voti degli stati, era a capo del ramo esecutivo. In caso di parità di preferenze, si procedeva ad una nuova votazione per maggioranza semplice.
Il diritto di voto in alcune regioni poteva essere esercitato da tutti i cittadini, mentre altri stati richiedevano un grado minimo di cultura e di alfabetizzazione quale prerequisito per l'accesso al voto. I funzionari pubblici erano nominati dal presidente con l'approvazione del Senato. Per esercitare le mansioni di pubblico ufficiale non era richiesta alcuna preparazione specifica, mentre per divenire giudice non era necessario conseguire prima studi di giurisprudenza, anche dove era previsto il suffragio in base all'alfabetizzazione.

### Suddivisioni amministrative
Il territorio degli Stati Uniti della Colombia fu diviso in nove stati federati: Antioquia, Bolívar, Boyacá, Cauca, Cundinamarca, Magdalena, Panama, Santander e Tolima. La designazione di essi avvenne nel 1863 ai sensi di quanto disposto dalla costituzione. Le ulteriori suddivisioni territoriali interne poteva variare in base alle decisioni assunte dalla giunta in carica nella regione. I cosiddetti territori nazionali (territorios nacionales) erano delle regioni sottratte alla giurisdizione degli stati federati e facenti capo direttamente al governo di Bogotà.
Tra il 1861 e il 1864, la Capitale dell'Unione Bogotà fu inserita in un Distretto Federale, venendo dunque separata dallo stato di Cundinamarca. Tuttavia, come detto, tale separazione durò poco e il suo territorio fu presto riunificato con quello di Cundinamarca.

### Simboli
Il 26 luglio 1861, il generale Tomás Cipriano de Mosquera decise di cambiare il nome della nazione chiamandola Stati Uniti della Nuova Granada. Uno dei suoi primi decreti fu finalizzato a conferire alla nazione una nuova bandiera: si scelse di adottare la stessa utilizzata prima dalla Repubblica della Nuova Granada, ma con stelle bianche nella sua striscia blu che rappresentavano gli stati in cui era divisa la federazione.
Il 20 settembre 1861 il nome del Paese fu nuovamente cambiato, stavolta in Stati Uniti della Colombia. Quando fu dichiarata la formazione della federazione, mutarono pure i simboli nazionali. Per questa ragione tutte le bandiere della Repubblica della Nuova Granada, della Confederazione Granadina e degli Stati Uniti di Nuova Granada furono abolite il 26 novembre dello stesso anno. Mosquera, che era ancora presidente provvisorio dell'Unione, emise un decreto del 26 novembre 1861 in cui si ordinava che le strisce fossero di nuovo orizzontali. Per quel che concerne lo stemma, Mosquera statuì che i simboli militari del paese sarebbero stati gli stessi di quelli della Confederazione Granadina con una piccola variante: sul nuovo drappo ci sarebbe stato un arco composto da 9 stelle a otto punte, le quali rappresentavano ciascuno degli stati sovrani in cui era divisa la Colombia.

Bandiera decretata da Tomás Cipriano de Mosquera, ufficiale da luglio a novembre 1861
Bandiera degli Stati Uniti della Colombia, utilizzata dal 26 novembre 1861 ad oggi
Bandiera mercantile degli Stati Uniti della Colombia, in uso dal 1861 al 1890
Bandiera di guerra degli Stati Uniti della Colombia, in uso tra il 1861 e il 1890

## Geografia
L'Unione occupava una vasta e variegata porzione di territorio che si estendeva dalla cordigliera Orientale a quella Occidentale passando per quella Centrale, con il fiume Magdalena che costituiva l'arteria principale per la navigazione. Tale corso d'acqua attraversava vari stati, mentre l'istmo di Panama risultava isolato dal resto delle regioni da foreste e montagne. Le giungle impenetrabili nel sud e nell'ovest non permettevano di delineare i confini nazionali in modo chiaro, ragion per cui essi non furono mai definitivamente segnati sul terreno. A grandi linee, la Colombia era divisa in diverse regioni geografiche separate l'una dall'altra da vaste porzioni intermedie disabitate e/o inesplorate:
- Regione atlantica: si estendeva lungo la costa caraibica, dalla Penisola della Guajira a Urabá Antioquia;
- Regione orientale: comprendeva gli stati di Cundinamarca, Tolima, Boyacá e Santander;
- Regione di Antioquia: si estendeva dal fiume Chinchiná, vicino a Manizales, fino alla Serranía de Abibe a nord;
- Regione di Cauca: comprendeva il Chocó e la valle del fiume Cauca;
- Regione dell'Istmo: corrispondeva alla moderna Panama.

### Rilievi
L'Unione era attraversata da sud a nord dalla catena montuosa delle Ande, divisa in tre tronconi vicino al confine tra la Colombia e l'Ecuador. Le vette della regione rendevano il Paese tra i più montuosi nel continente e, del resto, oggi la situazione è identica.
Pur essendo il più esteso del Paese, lo stato di Cauca era uno dei più pianeggianti; la Cordigliera Centrale e Occidentale attraversava alcune sezioni che corrispondevano ai suoi confini con Tolima e Antioquia. Tra gli stati più montuosi vi erano invece questi ultimi due e Santander, quasi interamente occupati dalle Ande.

### Idrografia
I fiumi principali erano il Baudò, il Patía e il San Juan, che sfociano nell'Oceano Pacifico. L'Atrato, il Cauca, il Magdalena, il Nechí, il Chagres e il Sinú sfociano invece nel mar dei Caraibi. Come parte del bacino dell'Orinoco, i corsi d'acqua principali da segnalare sono i fiumi Guaviare, Inírida, Meta e Vichada. Nelle giungle dell'Amazzonia, spiccano l'Apaporis, il Caquetá e il Rio delle Amazzoni.
Le lagune e paludi più rilevanti sono la Ciénaga Grande de Santa Marta, la Laguna de la Cocha e la Laguna de Tota.

### Confini
Secondo la costituzione, i limiti degli Stati Uniti della Colombia dovevano essere gli stessi del 1810, anno in cui si statuì la divisione tra il territorio del Vicereame della Nuova Granada, Capitaneria Generale del Venezuela e del Guatemala dai possedimenti portoghesi del Brasile. Fissati così i limiti settentrionali e meridionali, per la parte occidentale gli Stati Uniti di Colombia adoperarono le intese raggiunte in via provvisoria nel Trattato concluso con l'Ecuador il 9 luglio 1856. Tuttavia, i confini con le nazioni contigue non furono mai delineati formalmente e sono risultati a lungo controversi.
Le demarcazioni delineate dagli Stati Uniti della Colombia, basate sull'uti possidetis del 1810, risultavano indicate in siffatta maniera:
Dalla foce del fiume Mataje fino alla sua sorgente su una vetta delle Ande che separa le acque del fiume Mira da quelle che giungono a Santiago, attraversando poi tutte le vette circostanti fino alla confluenza del fiume San Juan con il Mira. Da questo punto della catena montuosa che divide le acque che scendono a Mira da quelle che vanno a San Juan [il confine prosegue] alla foce della gola della Plata nel fiume Mallasquer; lungo questo corso d'acqua, va poi fino alla gola di Aguahedionda e fino alla sua fonte ai piedi del vulcano Chiles; dalle cime di questo va fino al fiume Carchi e poi fino al Rumichaca; si va poi alla gola del Tejada; di qui verso la collina di La Quinta. Dalla collina Troya alla pianura della Grande de los Ríos. Quindi, dalla gola di Pun alla foce del Chunquer e poi dalla cima vicina passa attraverso le colline Mirador de Guaca e Piedras fino alla cima della montagna innevata Cayambe, che si trova sotto la linea equinoziale. Da qui attraverso le acque del fiume Coca dalla sorgente alla confluenza con il Napo; da questo fiume a valle, fino alla sua unione con il Rio delle Amazzoni, e lungo il corso di questo grande fiume fino all'ingresso dello Yarari, di fronte a Tabatinga.»
Dall'ingresso dello Yavarí nell'Amazzonia, la demarcazione va a valle, fino al principio dell'affluente dell'Avatipatand; da qui procede fino alla sua confluenza con lo Yapurá o Caquetá e segue il corso di questo fiume, a monte, fino alla laguna Cumará. Da questo punto, in linea retta verso nord, giunge al Río Negro e alla confluenza di Cababurí di fronte a Laureto; di lì va lungo il percorso del Cababurí fino al monte da cui sorge, per poi raggiungere la collina di Cupí tra le montagne che separano il Rio delle Amazzoni dall'Orinoco.»
Dalla collina Cupí, in linea retta verso l'affluente Maturaca fino alla cima Cocuy da dove sorge il fiume Negro; da qui, fino alla foce dell'affluente del Casiquiari; di qui verso sud fino all'Orinoco; da questo fiume seguendo il suo corso fino alla confluenza con il Meta; da questo fiume fino alla fonte e poi l'ex Apostadero. Da qui, in linea retta verso nord, al confine con la Laguna del Termino a ovest, fino a giungere al fiume Arauca al Paso del Viento, un punto che rimane sullo stesso meridiano con il vecchio Apostadero; lungo il fiume Arauca, a monte, fino alla parte occidentale della grande laguna o Desparramadero del Sarare. Quindi la demarcazione va direttamente a nord per giungere al fiume Nula e attraverso essa fino alle sue sorgenti in un ramo della Cordigliera Orientale delle Ande. Sulle pendici di questa catena fino al Páramo de Tamá. Da qui a nord, seguendo le acque del fiume Táchira fino alla sua confluenza con la Pamplonita; lungo il corso di quei due fiumi il confine congiunge con la foce della gola di Don Pedro. Dal canale di questo torrente fino al suo principio; da qui a nord, attraverso le cime della catena montuosa fino a trovare le sorgenti della China, e attraverso il suo corso fino alla foce del fiume Guarumito; questo fiume, a valle, fino alla sua confluenza con quello di La Grita, e attraverso di esso a Zulia. Da questo punto a nord-ovest, un territorio desertico attraversa il confine attraverso la confluenza dei fiumi Tarra e Sardinata fino a raggiungere la foce del fiume Oro nelle Catatumbo; dal canale di quest'ultimo fino alle sue sorgenti occidentali presso la catena di Motilones. Da queste cime e quelle della catena montuosa del Perijá alle sorgenti del fiume Socui; lungo il corso di questo fiume fino alla sua confluenza con il Guazare, che insieme formano il fiume Limón; lungo questo fiume, a valle, fino alla sua foce nella laguna di Sinamaica; lungo il bordo orientale di questa laguna fino a trovare il Grande Eneal, e da qui una linea retta fino al Paijana, nella baia di Calabozo.»
Dalla foce del fiume Culebras o Dorado nell'Atlantico, seguendo il corso di questo fiume, fino alla sua sorgente nelle Ande; da qui scendendo da una zona chiamata cordillera de las Cruces, fino al principio del fiume Golfito; dal canale di questo fiume fino al suo ingresso nel Golfo Dulce nell'Oceano Pacifico.»

## Demografia
| Stato ̣ | Uomini    | Donne     | Popolazione totale |
| --- | --------- | --------- | ------------------ |
| Antioquia | 180 496   | 185 478   | 365 974            |
| Bolívar | 116 215   | 125 489   | 241 704            |
| Boyacá | 234 127   | 248 747   | 482 874            |
| Cauca | 211 314   | 223 764   | 435 078            |
| Cundinamarca | 196 841   | 212 761   | 409 002            |
| Magdalena | 40 682    | 44 573    | 85 255             |
| Panama | 113 215   | 107 837   | 221 052            |
| Santander | 204 551   | 220 876   | 425 427            |
| Tolima | 110 791   | 120 100   | 230 891            |
| Territori Federali |           |           |                    |
| Caquetá (6 854), Casanare (26 068), La Guajira (8 390), Sierra Nevada e Motilones (7 180), Territorio di San Andrés e Providencia (3 488), Territorio di San Martín (4 056) |           |           |                    |
| Totale Territori Federali | 25 897    | 27 569    | 53 466             |
| Totale Colombia | 1 434 129 | 1 517 194 | 2 951 323          |

| Stato                        | Popolazione | Popolazione         | Popolazione         | Mobilitazione nel 1861               | Mobilitazione nel 1861 |
| Stato                        | Stima 1861  | Censimento del 1851 | Censimento del 1843 | Guerra civile colombiana (1860-1862) | Guerra internazionale  |
| ---------------------------- | ----------- | ------------------- | ------------------- | ------------------------------------ | ---------------------- |
| Distretto Federale di Bogotà | 60 000      | 29 649              | 40 086              | 5 000                                | 10 000                 |
| Cauca                        | 437 102     | 322 585             | 268 615             | 36 000                               | 73 000                 |
| Panama                       | 173 729     | 138 108             | 119 002             | 14 477                               | 28 954                 |
| Tolima                       | 250 938     | 218 396             | 192 003             | 20 000                               | 40 000                 |
| Cundinamarca                 | 351 096     | 278 847             | 240 528             | 29 258                               | 58 516                 |
| Boyacá                       | 442 996     | 379 682             | 331 887             | 36 916                               | 73 832                 |
| Santander                    | 496 000     | 375 604             | 306 255             | 41 333                               | 82 666                 |
| Antioquia                    | 327 322     | 244 442             | 189 534             | 26 000?                              | 53 000?                |
| Magdalena                    | 100 284     | 67 411              | 72 986              | 8 000                                | 16 000                 |
| Bolívar                      | 175 006     | 182 157             | 191 708             | 7 000                                | 14 000                 |

Nel ventennio di esistenza degli Stati Uniti di Colombia si effettuarono due censimenti della popolazione nazionale, rispettivamente nel 1864 e nel 1871, che non specificavano però a quale gruppo etnico appartenessero i cittadini. A causa del conflitto intestino, il censimento previsto per il 1859 fu rimandato al 1864. Le informazioni furono raccolte solo in alcune parti della nazione e la popolazione fu stimata nelle altre, presumendosi un totale di 2 694 487 abitanti.
Secondo il censimento del 1871, la popolazione totale degli Stati Uniti di Colombia ammontava a 2 951 323 abitanti, di cui 1 434 129 uomini e 1 517 194 donne. Si stimava che gli aborigeni distribuiti entro i confini fossero circa 80 000. Tra tutti gli stati, i più popolosi erano quelli di Boyacá, Cauca, Cundinamarca e Santander.
La legge 106 del 1875 istituì l'Ufficio di Statistica Nazionale, il quale si preoccupò di raccogliere le informazioni rilevate anche prima della sua fondazione.

## Economia
L'economia dell'Unione colombiana consisteva principalmente nella commercializzazione di prodotti agricoli e manifatturieri, provenienti da diverse parti del Paese. Le prime industrie si svilupparono ad Antioquia, Santander e Cundinamarca. Le colture principali consistevano in cereali e legumi vari, oltre che in canna da zucchero e tabacco, prodotte soprattutto nelle aree rurali di Boyacá, Cundinamarca, nella valle del Cauca e nella zona costiera.
La possibilità di effettuare commerci senza regole particolari condusse all'apertura dei porti a potenze straniere diverse dalla Spagna, in particolare Impero britannico e USA. Tuttavia, poiché ciascuno Stato intratteneva relazioni commerciali in maniera separata dagli altri, si verificavano generalmente disparità di trattamento.

## Cultura
Nonostante le crisi che coinvolsero spesso lo Stato, la Colombia visse uno dei suoi periodi intellettuali più brillanti della sua storia. Le università, praticamente scomparse nel decennio precedente, furono riaperte nel 1867, permettendo agli studenti di intraprendere vari percorsi: tra questi si riportano giurisprudenza, filosofia, ingegneria, matematica e scienze naturali. In più furono fondate scuole per la formazione degli insegnanti mentre nel frattempo giungevano in loco missioni straniere per promuovere l'istruzione superiore.

### Esplicative
1. ↑  Precedentemente conservatore, a partire dalla costituzione degli Stati Uniti di Colombia entrò a far parte del partito liberale. Prese il potere con un colpo di Stato, dopo aver trionfato nella guerra civile.

### Bibliografiche
1. 1 2  (ES) Jaime Jaramillo, Etapas y sentido de la historia de Colombia, su banrepcultural.org. URL consultato il 31 gennaio 2022.
2. ↑  Piñeres (2019), p. 8.
3. ↑  (ES) Jaume Olle, Nueva Granada (República y Confederación), su angelfire.com. URL consultato il 31 gennaio 2022.
4. 1 2 3 4  (ES) Contenuto della Costituzione, su funcionpublica.gov.co. URL consultato il 31 gennaio 2022.
5. 1 2 3 4 5  Cuervo e Beatriz (2018), pp. 164-166.
6. 1 2 3  (ES) Jaume Olle, Estados Unidos de Colombia, su angelfire.com. URL consultato il 31 gennaio 2022.
7. 1 2 3 4 5 6 7 8 9 10 11  Ramón (2018), pp. 389-413.
8. ↑  (ES) Leonardo Tovar Bernal, Enseñanza religiosa y poder clerical. Estados Unidos de Colombia, 1863-1886, in Anuario Colombiano de Historia Social y de la Cultura, vol. 44, n. 2, luglio 2017,  pp. 303-329, DOI:10.15446/achsc.v44n2.64024.
9. 1 2 3  Hettner (1976), p. 300.
10. ↑  (ES) Presidenti della Colombia, su colombia.com. URL consultato il 31 gennaio 2022.
11. 1 2 3 4 5 6 7 8 9  Pérez (1883).
12. ↑  Hettner (1976), p. 299.
13. ↑  Hettner (1976), p. 8.
14. 1 2 3 4 5  Granados (2019), p. 370.
15. ↑  Hettner (1976), p. 135.
16. 1 2 3  (ES) Estadísticas de Colombia 1876, su Scribd, Colombia Estadística. URL consultato il 31 gennaio 2022.
17. ↑  Orozco Cañas et al. (2010), p. 59.
18. ↑  Pérez (1863), pp. 4-5, 8.
19. ↑  Pérez (1862), pp. 166-169.
«Si stimano tra le 8 000 e le 10 000 truppe operative nello stato.»
20. ↑  Pérez (1862), pp. 58-60.
«Si stimano tra le 6 000 e le 7 000 truppe operative nello stato.»
21. ↑  Pérez (1863), pp. 2-3.
22. ↑  Pérez (1863), pp. 4-5.
23. ↑  Pérez (1863), pp. 108-110.
«Si stimavano 15 000 truppe operative nello stato»
24. ↑  Pérez (1863), pp. 228-229.
«Si stimavano tra le 10 000 e le 12 000 truppe operative nello stato.»
25. ↑  Pérez (1863), pp. 364-365.
«Si stimavano 20 000 truppe operative nello stato.»
26. ↑  Pérez (1863), pp. 460-462.
27. ↑  Pérez (1863), pp. 558-559.
«Si stimavano 4 000 truppe operative nello stato.»
28. ↑  Pérez (1863), pp. 612-614.
«Si stimavano 3 000 truppe operative nello stato.»
29. ↑  (ES) Ernesto Rojas, Colombia una nación multicultural (PDF), Departamento Administrativo Nacional de Estadística, maggio 2007,  p. 31. URL consultato il 31 gennaio 2022.

### Fonti primarie
- (ES) Felipe Pérez, Jeografia física i política de los Estados Unidos de Colombia, vol. 1, Bogotá, Imprenta de la Nación, 1862.
- (ES) Felipe Pérez, Jeografia física i política del Distrito federal, capital de los Estados Unidos de Colombia, vol. 2, Bogotà, Imprenta de la Nación, 1863.
- (ES) Felipe Pérez, Geografía general física y política de los Estados Unidos de Colombia y geografía particular de la ciudad de Bogotá, Imprenta de Echeverría Hermanos, 1883, ISBN 978-11-44-42484-6. URL consultato il 31 gennaio 2022.

### Fonti secondarie
- (ES) Franco-Cuervo e Ana Beatriz, Elecciones y sistemas electorales en Colombia, 1810-2014, Editorial Universidad del Rosario, 2018, ISBN 978-95-87-84032-2.
- (ES) Rafael M. Granados, Historia General de Colombia:, Ediciones LAVP, 2019, ISBN 978-04-63-15221-8.
- (ES) Alfred Hettner, Viajes por los Andes colombianos: (1882-1884), a cura di Heinrich Henk, Bogotá, Talleres Gráficos del Banco de la República, 1976.
- (ES) Cecilia Orozco Cañas, Martínez Toro, Pedro Martín e Perdomo Cuenca, Del territorio heredado de la Colonia al de la República: procesos de conformación de los límites internos y externos de Colombia, Programa Editorial UNIVALLE, 2010, ISBN 978-95-85-15658-6.
- (ES) Eduardo Rodríguez Piñeres, El Olimpo radical (1864-1884), U. Externado de Colombia, 2019, ISBN 978-95-87-90161-0.
- (ES) Justo Ramón, Historia de Colombia: Significado de la obra colonial,independencia y república, Ediciones LAVP, 2018, ISBN 978-04-63-80024-9.